# 크림 티

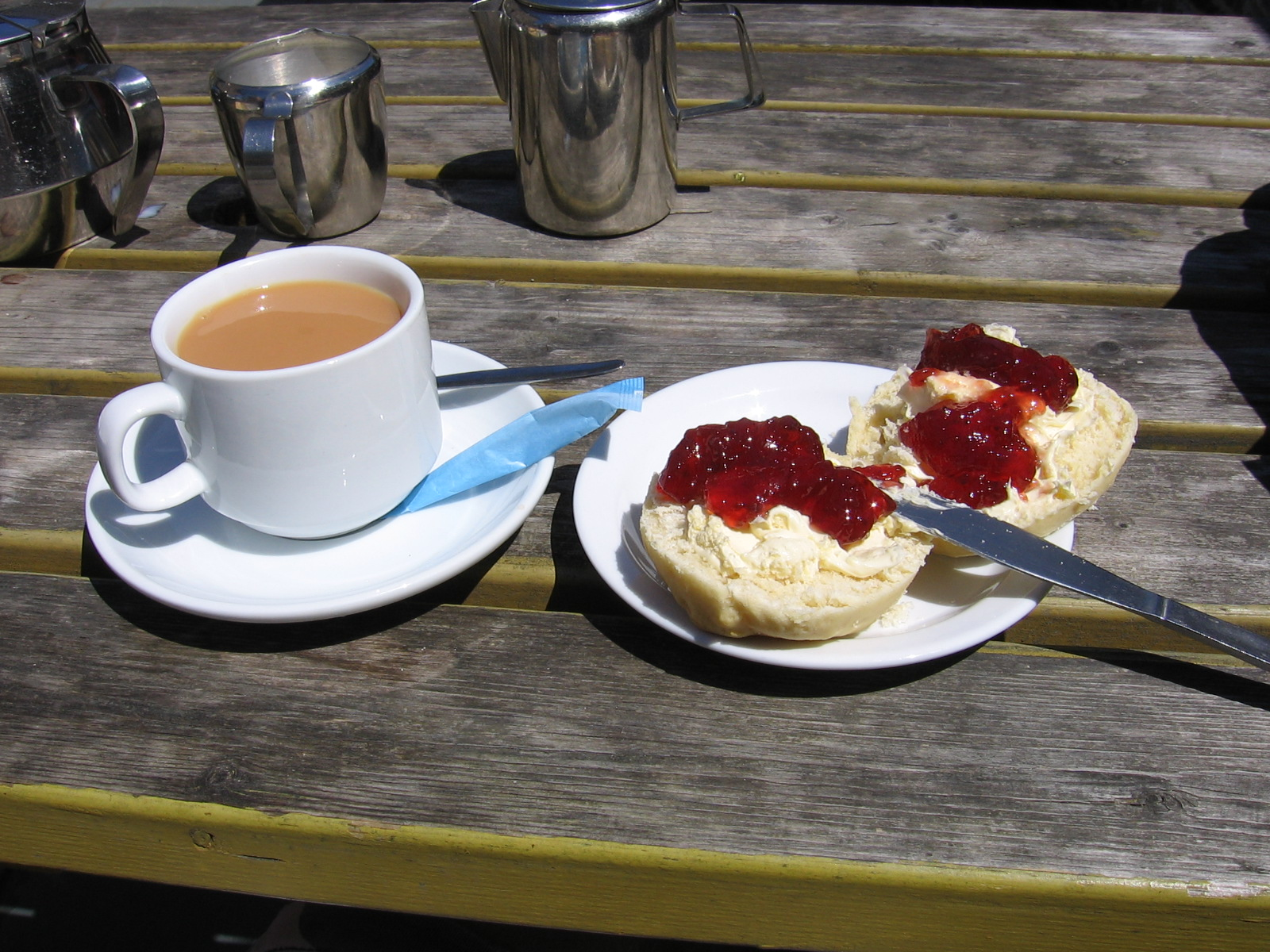
크림 티

크림 티(Cream tea)는 애프터눈 티를 간소화한 것으로 스콘에 클로티드 크림과 잼을 발라먹고 차를 곁들여 마시는 것이다. 영국에서는 전통적으로 데번과 콘월에서 전해져 내려온 것으로 이들 지역의 티룸 (다방)에서 주로 제공됐다. 두 지역의 이름을 따서 각각 '코니시 크림 티', '데번 크림 티'라고도 한다. 오늘날에는 잉글랜드 어느 지역에서든 찾아볼 수 있으며 일부 영연방 국가에서도 이와 같이 먹는다.

## 역사
크림 티의 기원은 아직 논란의 여지가 남아 있으나, 일찍이 11세기부터 데번 지방의 태비스토크 수도원에서 크림과 잼을 바른 빵을 먹는 풍습이 있었다고 전해지고 있다. 말 그대로 "크림을 넣은 차"랑은 다른 의미에서의 '크림 티'로, 옥스퍼드 영어사전에서는 1964년 필립 메이틀랜드 허버드의 소설 <밀리의 그림> (Picture of Millie)에서 "우리는 그저 씻고 서성이다 크림티를 먹었다" (→We just bathe and moon about and eat cream teas)라는 구절에서 유래했다고 보았다.
한편 '잉글랜드의 요리' (Foods of England)라는 웹사이트에서는 1931년 9월 3일 목요일자 신문 <더 코니시맨> 8쪽에 실린 기사에서 지금의 의미대로 사용된 '크림티'란 말이 언급되어 있다고 밝힌 바 있다.

## 종류

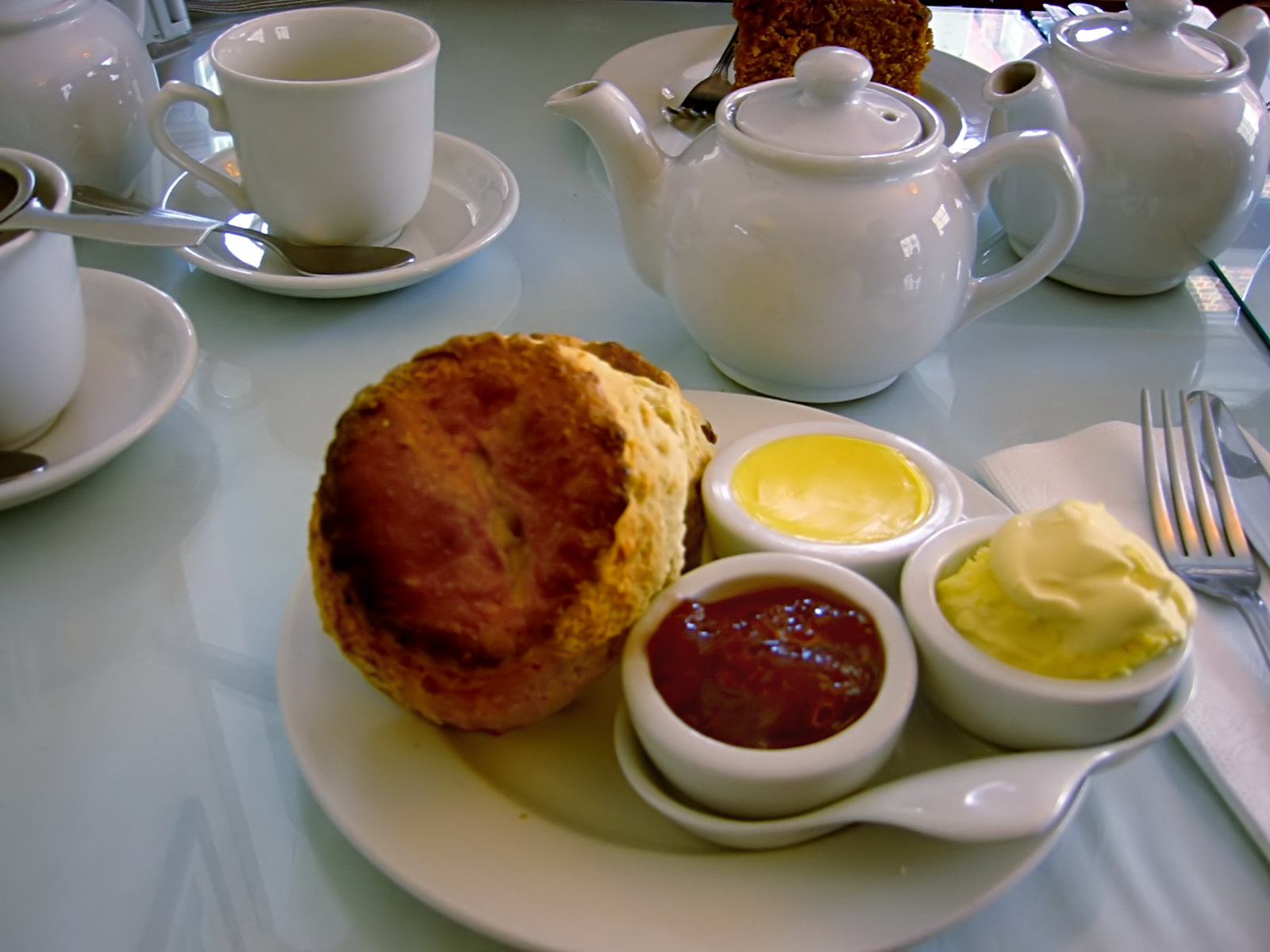
현대의 크림 티

크림티를 즐길 때의 방식이 지역에 따라 크게 두 가지로 나뉜다.
- 데번식 (Devonian) - 스콘을 반으로 가른 뒤 클로티드 크림을 단면에 바르고, 그 위에 잼을 올린다. 데번식은 데번 지역과 그 주변, 그리고 영연방 국가에서 주로 쓰는 방식이다.
- 콘월식 (Cornish) - 따스한 스콘을 반으로 가르고 딸기잼을 먼저 바른 뒤 그 위에 클로티드 크림을 한 숟갈 얹는다. 이 역시 콘월 지역은 물론 영국 곳곳에서 쓰는 방식이며 특히 런던에서 많이 쓰인다.[4]

이 두가지 방식의 차이인 '잼을 먼저 올릴지, 크림을 먼저 올릴지'는 마치 탕수육의 소스 논란처럼 많은 영국인들 사이에서 논쟁거리로 삼기도 한다. 하지만 정작 데번과 콘월 지역 모두 어느 방식으로든 충분히 즐길 수 있다는 것도 사실이다.
스콘은 뜨뜻하게 데워진 상태 (가능하다면 갓 구운 것이 제일)여야 하며, 다른 것이 아닌 클로티드 크림과 딸기잼을 쓰는 것이 전통이다. 버터는 바르지 않는 것이 일반적이며 식당에서 제공되는 스콘은 버터가 같이 나온 경우가 찾기 드물다. 또 크림티의 차에는 우유를 넣은 채로 내서는 안 된다는 주장도 있다.
데번주에서는 가끔씩 '데번 스플릿' (Devon split), '처들리프' (Chudleigh)라 하는, 스콘보다는 조금 더 밝은색에 코니시스플릿보다 조그만 것을 대신 먹기도 한다. 콘월에서는 또 앞서 언급한 '코니시 스플릿' (Cornish split)이라 하여 얇고 달달한 흰색 롤빵을 스콘 대신 먹는 전통이 있다. 한편으로 빵 한조각에 클로티드 크림과 꿀을 얹어먹는 '선더 앤드 라이트닝' (Thunder and Lightning, →천둥번개)란 변종도 있다.

## 같이 보기
- 애프터눈 티
- 티 샌드위치